# Barnabas Halem ’Imana
Barnabas R. Halem ’Imana (* 1929 in Rulangara; † 3. Januar 2016) war ein ugandischer Geistlicher und römisch-katholischer Bischof von Kabale. 

## Leben
Barnabas R. Halem ’Imana besuchte die Grundschule in Mutorere und ab 1943 das Kleine Seminar in Kitabi im Distrikt Bushenyi ein. 1950 trat er in das Priesterseminar in Katigondo ein und empfing am 7. Dezember 1958 die Priesterweihe für das Bistum Mbarara. Er war Seelsorger in Mutolere sowie als Herausgeber und Chefredakteur des The Ageeteraine Newspaper tätig. Nach einem Doktoratsstudium des Kanonischen Rechts 1966 in Rom wurde er Generalsekretär der Bischofskonferenz von Uganda.
Papst Paul VI. ernannte ihn am 29. Mai 1969 zum ersten Bischof von Kabale und spendete ihm persönlich am 1. August desselben Jahres in Kampala die Bischofsweihe; Mitkonsekratoren waren Sergio Pignedoli, Sekretär der Kongregation für die Evangelisierung der Völker, und Emmanuel Wamala, Erzbischof von Kampala. Er war als Angehöriger der Volksgruppe der Tutsi der erste einheimische Bischof im Bistum Kabale. Am 15. Juli 1994 nahm Papst Johannes Paul II. seinen aus gesundheitlichen Gründen eingereichten Rücktritt an.
Er engagierte sich für die AIDS/HIV-Prävention, insbesondere in Ankole. Von 1998 bis 2011 war er Vorsitzender der nationalen Uganda Aids Commission (UAC).